# Eupithecia fennoscandica
Eupithecia fennoscandica is een nachtvlinder uit de familie van de spanners (Geometridae).
De spanwijdte van deze vlinder is 17 tot 21 millimeter. De grondkleur is grijs. De dwarslijnen zijn donkerder van kleur. 
De soort gebruikt Viscaria alpina als waardplant. De soort vliegt in een jaarlijkse generatie in juli. De rups is te vinden van halverwege juli tot halverwege augustus. De pop overwintert.
De soort komt voor in het noorden Fennoscandinavië en aangrenzend Rusland, in Siberië en in het noorden van Mongolië.